# 藤枝和博
藤枝 和博（ふじえだ かずひろ、1927年（昭和2年）6月16日 - ）は、日本の政治家。元東京都荒川区長。

## 経歴
北海道斜里郡斜里村（現斜里町）出身。
1951年（昭和26年）3月、早稲田大学法学部を卒業する。
1953年（昭和28年）4月、東京都庁に入り都立工業短大庶務課長、総務局副監察員、公害局副参事、教育庁施設計画課長、高等学校教育課長などを歴任する。
1977年（昭和52年）荒川区企画部長に転じ、1979年（昭和54年）同区助役を経て、1989年（平成元年）9月、荒川区長に当選し、3期務める。
2001年（平成13年）引退した。